# 따이 오라타이
따이 오라타이(태국어: ต่าย อรทัย, 1980년 3월 27일 ~ )은 태국의 여자 가수이다.

## 어린 시절
그녀는 1980년 3월 27일 우본랏차타니주 태국에 태어났다. 그녀의 실명은 어라타이 답캄 (태국어: อรทัย ดาบคำ)이다. 쌍 답캄과 닛따야 깨우텅 (장녀)의 아이들 그리고 3명의 남동생들 어린 시절에 그녀는 할머니와 함께 산다. 그녀의 부모가 헤어진 이후 그녀는 11살이다. 그녀는 가족으로부터 돈을 벌기 위해 음악 산업에 합류했다.

## 음반 목록

### 앨범
- ดอกหญ้าในป่าปูน (Duak Yah Nai Pah Poon)
- ขอใจกันหนาว (Kho Jai Gun Now)
- คนใกล้เมื่อไกลบ้าน (Kon Glai Mur Glai Bahn)
- ส่งใจมาใกล้ชิด (Song Jai Mah Glai Chit)
- มาจากดิน (Mah Jark Din)
- คนในความคิดฮอด (Kon Nai Kwarm Kid Hot)
- ฝันยังไกล ใจยังหนาว (Fun Young Glai Jai Young Now)
- ไม่ร้องไห้ ไม่ใช่ไม่เจ็บ (Mai Raung Hai Mai Chai Mai Jeb)
- ปลายก้อยของความฮัก (Plai Gauy Kaung Kwarm Hug)
- เจ้าชายของชีวิต (Chaochai Khong Chiwit)